# Àcid densipòlic
L'àcid densipòlic, de nom sistemàtic àcid (9Z,12R,15Z)-12-hidroxioctadeca-9,15-dienoic, és un àcid carboxílic amb de cadena lineal amb devuit àtoms de carboni, un grup funcional hidroxil, {\displaystyle {\ce {C-OH}}}, al carboni 12, i dos dobles enllaços als carbonis 9 i 15, la qual fórmula molecular és {\displaystyle {\ce {C18H32O3}}}. En bioquímica és considerat un àcid gras rar, ja que només se'l troba en algunes plantes del gènere Physaria.

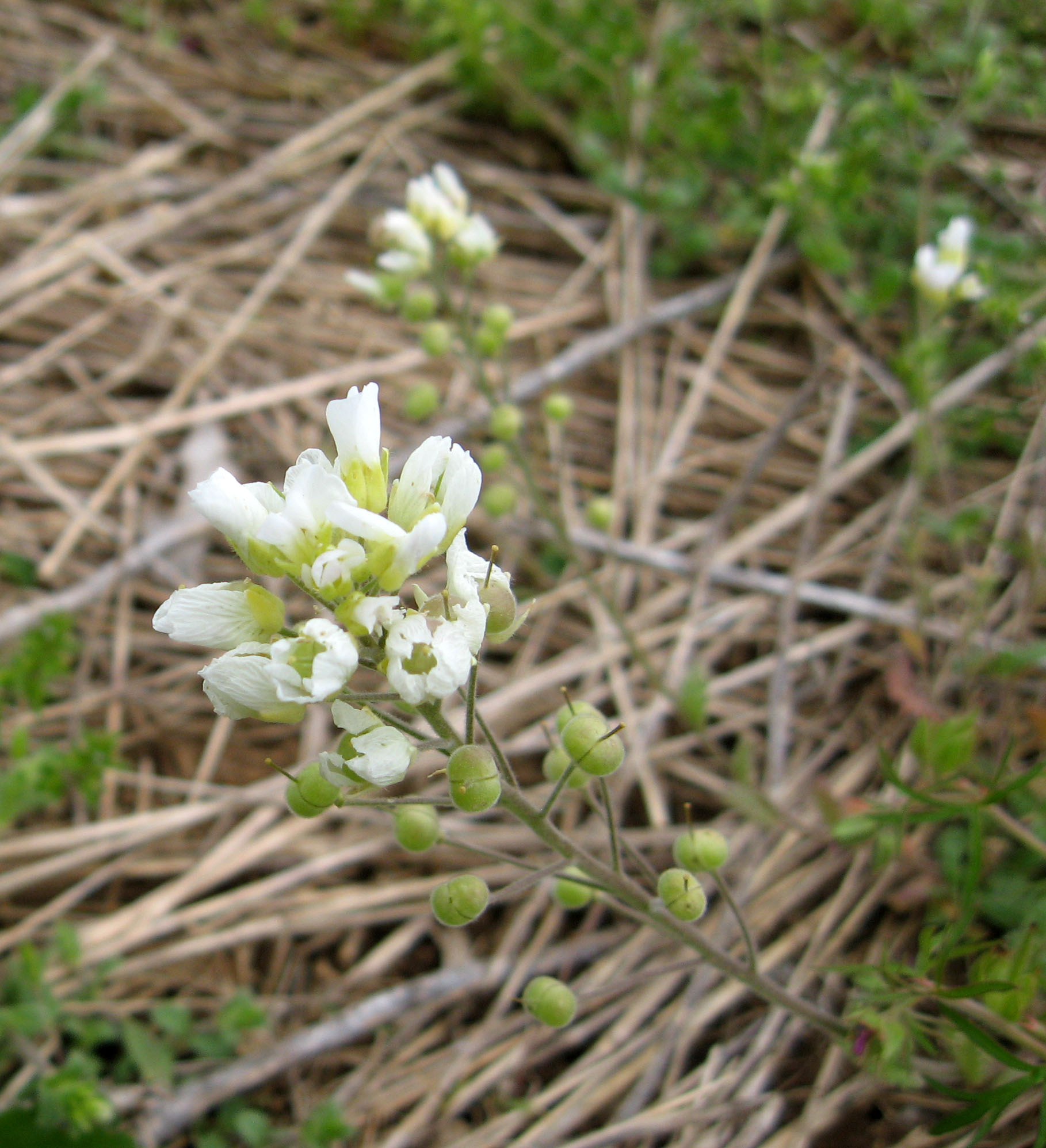
Paysonia stonensis o Lesquerella stonensis.

Fou aïllat per primera vegada de l'oli de les llavors de la planta Lesquerella densipila, que en conté entre un 33,7 i un 50 % per C.R. Smith i col·laboradors el 1962. Posteriorment s'ha aïllat també de l'oli de les llavors de Lesquerella perforata (46,2 %); Lesquerella stonensis (46,1 %); Lesquerella lyrata (43,4 %) i altres dels gèneres Lesquerella (actualment del gènere el Physaria) en menor proporció.